# POLDIP2
La proteína 2 que interactúa con la polimerasa delta es una enzima que en humanos está codificada por el gen POLDIP2 .
Este gen codifica una proteína que interactúa con la subunidad p50 de la ADN polimerasa delta. La proteína codificada también interactúa con el antígeno nuclear de la célula en proliferación. Algunas transcripciones de este gen se superponen en una orientación de cola a cola con el gen del factor de necrosis tumoral, proteína 1 inducida por alfa (TNFAIP1).

## Interacciones
Se ha demostrado que POLDIP2 interactúa con PCNA .